# أوبورن هيلز
أوبورن هيلز (بالإنجليزية: Auburn Hills, Michigan)‏ هي مدينة تقع في مقاطعة أوكلاند (ميشيغان) بولاية ميشيغان في شمال شرق الولايات المتحدة. تأسست عام 1821، تبلغ مساحة هذه المدينة 43.1 (كم²)، وترتفع عن سطح البحر 293 م، بلغ عدد سكانها 21412 نسمة في عام 2010 حسب إحصاء مكتب تعداد الولايات المتحدة وتصل الكثافة السكانية فيها 498 نسمة/كم2.

## التركيبة السكانية
قام مكتب تعداد الولايات المتحدة بتحديد بيانات التركيبة السكانية لأوبورن هيلزفي تعداد الولايات المتحدة. في ما يلي، التركيبة السكانية حسب تعدادي 2000 و2010.

### تعداد عام 2000
بلغ عدد سكان أوبورن هيلز 19,837 نسمة بحسب تعداد عام 2000، وبلغ عدد الأسر 8,064 أسرة وعدد العائلات 4,604 عائلة مقيمة في المدينة.
وتوزع التركيب العرقي للمدينة بنسبة 75.92% من البيض و 0.32% من الأمريكيين الأصليين و 6.33% من الأمريكيين ذوي الأصول الآسيوية و 0.04% من سكان جزر المحيط الهادئ و 13.22% من الأمريكيين الأفارقة و 2.61% من عرقين مختلطين أو أكثر.
```
وكانت نسبة 42.9% من غير العائلات. وبلغ متوسط حجم الأسرة المعيشية 2.92، أما متوسط حجم العائلات فبلغ 2.25.
```

بلغ العمر الوسطي للسكان 31 عاماً. وكانت نسبة 15.9% بين الثامنة عشر والأربعة وعشرون عاماً، ونسبة 38.1% كانت واقعةً في الفئة العمرية ما بين الخامسة والعشرون حتى والأربعة وأربعون عاماً، ونسبة 18.2% كانت ما بين الخامسة والأربعون حتى الرابعة والستون، ونسبة 7.3% كانت ضمن فئة الخامسة والستون عاماً فما فوق. يوجد لكل 100 أنثى 98.3 ذكر، ويوجد لكل 100 أنثى في الثامنة عشر من عمرها فما فوق 97.5 ذكر.
بلغ متوسط دخل الأسرة في المدينة 51,376 دولار، أما متوسط دخل العائلة فبلغ 60,849 دولار. وكان متوسط دخل الذكور 45,686 دولار مقابل 34,015 دولار للإناث. وسجل دخل الفرد الخاص بالمدينة 25,529 دولار. وكانت نسبة 3.9% من العائلات ونسبة 6.3% من السكان تحت خط الفقر،

### تعداد عام 2010
بلغ عدد سكان أوبورن هيلز 21,412 نسمة بحسب تعداد عام 2010، وبلغ عدد الأسر 8,844 أسرة وعدد العائلات 4,923 عائلة مقيمة في المدينة. في حين سجلت الكثافة السكانية 1,289.9 نسمة لكل ميل مربع (498.0/كم2). وبلغ عدد الوحدات السكنية 9,965 وحدة بمتوسط كثافة قدره 600.3 لكل ميل مربع (231.8/كم2).
وتوزع التركيب العرقي للمدينة بنسبة 66.3% من البيض و 0.3% من الأمريكيين الأصليين و 8.9% من الأمريكيين ذوي الأصول الآسيوية و 18.5% من الأمريكيين الأفارقة و 3.4% من عرقين مختلطين أو أكثر.
```
وبلغت نسبة 
الأزواج
 القاطنين مع بعضهم البعض 38.8% من أصل المجموع الكلي للأسر، ونسبة 12.4% من الأسر كان لديها معيلات من الإناث دون وجود شريك، بينما كانت نسبة 4.5% من الأسر لديها معيلون من الذكور دون وجود شريكة وكانت نسبة 44.3% من غير العائلات. وبلغ متوسط حجم الأسرة المعيشية 2.90، أما متوسط حجم العائلات فبلغ 2.24.
```

بلغ العمر الوسطي للسكان 31.4 عاماً. وكانت نسبة 19.4% من القاطنين تحت سن الثامنة عشر، وكانت نسبة 17.8% بين الثامنة عشر والأربعة وعشرون عاماً، ونسبة 31.9% كانت واقعةً في الفئة العمرية ما بين الخامسة والعشرون حتى والأربعة وأربعون عاماً، ونسبة 21.6% كانت ما بين الخامسة والأربعون حتى الرابعة والستون، ونسبة 9.4% كانت ضمن فئة الخامسة والستون عاماً فما فوق.

## وصلات خارجية
- City of Auburn Hills, Michigan
- The US50 - Cities and Towns in Michigan State